# 金阳美登木
金阳美登木（学名：Maytenus jinyangensis）为卫矛科美登木属的植物，为中国的特有植物。分布于中国大陆的四川、云南等地，多生在山坡林地边缘，目前尚未由人工引种栽培。